# Oratorium (budownictwo)
Oratorium (od łac. orare – modlić się) – w ujęciu ogólnym miejsce modlitwy, ale formalnie rzecz biorąc oznacza strukturę inną niż kościół parafialny, ustanowioną oddzielnie przez władzę kościelną jako miejsce modlitwy i celebracji mszy. Oratoria wywodzą się przypuszczalnie od kaplic wzniesionych nad grobami wczesnych męczenników, do których wierni udawali się, aby się modlić, a także z uwagi na konieczność posiadania miejsca kultu w pewnych rejonach kraju w czasach, kiedy kościoły zasadniczo były ograniczone do miast katedralnych. Pierwsze wzmianki o oratoriach dotyczą oratoriów prywatnych służących do celebracji mszy przez biskupów, późniejsze dotyczą oratoriów dołączonych do klasztorów i rezydencji szlacheckich. W Kościele łacińskim oratoria kościelne dzielą się na: publiczne, półpubliczne oraz prywatne.